# Wei Qiuyue
Pour les articles homonymes, voir Wei.
Dans ce nom chinois, le nom de famille, Wei, précède le nom personnel.
Wei Qiuyue (chinois simplifié : 魏秋月 ; pinyin : Wèi Qiūyuè) est une ancienne joueuse de volley-ball chinoise née le 26 septembre 1988 à Tianjin. Elle mesure 1,82 m et jouait au poste de passeuse. Elle a totalisé 200 sélections en équipe de Chine. Elle a mis un terme à sa carrière de volleyeuse professionnelle en août 2017.

## Clubs
| Club               | De        | À         |
| ------------------ | --------- | --------- |
| Tianjin Volleyball | 1993-1994 | 2012-2013 |
| İqtisadçı VK       | 2013-2014 | 2013-2014 |
| Tianjin Volleyball | 2014-2015 | 2016-2017 |

## Palmarès

### Équipe nationale
- Jeux olympiques
  -  2016 à Rio de Janeiro.
  -  2008 à Pékin.
- Championnat du monde
  - Finaliste : 2014.
- Grand Prix Mondial
  - Finaliste : 2007.
- Coupe du monde
  - Vainqueur : 2015.
- Championnat d'Asie et d'Océanie 
  - Vainqueur : 2011.
  - Finaliste : 2007, 2009.
- Coupe d'Asie
  - Vainqueur : 2008, 2010.
  - Finaliste : 2012.
- Jeux asiatiques
  - Vainqueur : 2010.

### Clubs
- Championnat de Chine
  - Vainqueur : 2004, 2005, 2007, 2008, 2009, 2010, 2011, 2013.
  - Finaliste : 2006,2014.
- Championnat AVC des clubs
  - Vainqueur : 2005, 2006, 2008, 2012.
  - Finaliste : 2009, 2011, 2014.

### Distinctions individuelles
- Championnat du monde de volley-ball féminin des moins de 20 ans 2005: Meilleure passeuse.
- Grand Prix Mondial de volley-ball 2007: Meilleure passeuse.
- Coupe d'Asie de volley-ball féminin 2008: MVP.
- Championnat du monde de volley-ball féminin 2010: Meilleure passeuse[2].
- Championnat d'Asie et d'Océanie de volley-ball féminin 2011: Meilleure passeuse.